# Redemption at the Puritan's Hand
Redemption at the Puritan's Hand è il settimo album in studio del gruppo musicale pagan metal irlandese Primordial, pubblicato nel 2011.

## Tracce
Testi di A.A. Nemtheanga.
1. No Grave Deep Enough – 7:10 (musica: Ciáran MacUiliam)
2. Lain with the Wolf – 8:25 (musica: MacUiliam)
3. Bloodied Yet Unbowed – 8:47 (musica: Micheál O'Floinn)
4. God's Old Snake – 6:25 (musica: MacUiliam)
5. The Mouth of Judas – 8:53 (musica: MacUiliam)
6. The Black Hundred – 6:19 (musica: MacUiliam)
7. The Puritan's Hand – 8:36 (musica: Pól MacAmlaigh)
8. Death of the Gods – 9:21 (musica: O'Floinn, MacUiliam)

Durata totale: 63:56

## Formazione
- A.A. Nemtheanga – voce
- Ciáran MacUiliam – chitarra
- M. O'Floinn – chitarra
- Pól MacAmlaigh – basso
- Simon O'Laoghaire – batteria